# Svenson & Gielen
Svenson & Gielen je belgická trancová skupina složená ze Svena Maese a Johana Gielena. Tato skupina je také známá jako Airscape a pod mnoha jinými pseudonymy.

## Biografie
Jméno Airscape bylo poprvé užito Svenem Maesem při jeho spolupráci s dalšími DJs, především Josem Borremansem. Maes a Gielen spolu začali nahrávat roku 1994 pod pseudonymem Body Heat. Tuto přezdívku používali do roku 1997, kdy znovu použili jméno Airscape a od roku 2000 používají jméno Svenson & Gielen.

Jsou známí svým songem „L'Esperanza“, který se dostal do German Top 100, více ale možná svými remixy jako „Turn the Tide“ od Sylver, „Kiss (When the Sun Don't Shine)“ od Vengaboys, „Halcyon“ od Chicane a „Hymn“ od Mythos N' DJ Cosmo.

Roku 2003, Maes a Gielen oznámili, že rozpouštějí Svenson & Gielen a každý se vydávají na sólo dráhu. Jejich poslední singl „Sosei“ byl uveden roku 2004.
V roce 2017 si spolu zahrali po 14 letech na Tomorrowlandu v Belgickém Boomu na Trance Energy stage.

## Diskografie

### Airscape
- 1997 „Pacific Melody“, s Peterem Ramsonem
- 1998 "Amazon Chant", s Peterem Ramsonem
- 1999 "L'Esperanza"
- 2004 "Sosei"

Předchozí singly byly vydány ve spolupráci Svena Maese s Oliverem Adamsem nebo Josem Borremansem

### Svenson & Gielen
- 2000 „The Beauty of Silence“, s Christelem Ferketem
- 2001 „Twisted“, s Paulem Mendezem
- 2002 "Answer the Question"
- 2002 "We Know What You Did…"
- 2003 "Beachbreeze (Remember the Summer)", s Janem Johnstonem

### DJ Don & Svenson
- 1997 "My Beat Shoot Back"
- 1997 "Back Once Again"
- 1998 "My Beat Shoot Back '98"
- 1999 "Acceleration"
- 2002 "My Beat Shoot Back 2002"

### Body Heat/T-Phobia
- 1994 "Waves of Life"
- 1996 "Gonna Make U Feel"
- 1997 "T-Fobia", s Petrou Spiegel a Peterem Ramsonem
- 2001 "The Future of House 2001"

### Bocaccio Life
- 1997 "The Secret Wish"
- 1998 "Time (There's No Way)"
- 1998 "Angels", s Petrou Spiegl

### Ostatní aliasy
- 1998 "Guilty?", jako Leader of the Nation
- 1998 "The Night Jam", jako Buzzerr
- 1998 "Open Your Heart", jako Ramses s Carlem Johnsem a Ivem Donckersem
- 1999 "Moments in Love", jako Allegro
- 1999 "Mystic Paradise", jako Nightwatchers
- 1999 "Planet Rio", jako Summer Madness s Dj Jeanem
- 1999 "Summer Power", jako Summer Madness s DJ Jeanem
- 1999 "In Love with an Angel", jako Sweet Deception
- 1999 "Fresy (All Night Long)", jako Straweberry Flavour
- 1999 "Destination Sunshine", jako Balearic Bill, s Alexem Goldem
- 2000 „The Beginning“, jako Bombario s Rutgerem Steenbergenem
- 2000 „Living on my Own“, jako Mr. Vinx s DJ Serge a Remy Martinezem
- 2001 „Lost in a Dream“, jako Matanka s Michaelem Parsbergem

### Produkce pro ostatní hudebníky
- 1997 Shaydie - „Always Forever“
- 1998 Lava Rouge - „Do You Want Me“
- 1998 Da Phat Smokers - „The Light“
- 1999 Des Mitchell - „(Welcome) To The Dance“
- 2000 Alice Deejay - „The Lonely One“
- 2004 Cyber X feat. Jody Watley - "Waves of Love"